# David Askurava
 (octobre 2017).
David Askurava, né le 29 juillet 1990 à Tbilissi, est un coureur cycliste géorgien. Il participe à des compétitions sur route et sur piste.

## Palmarès sur piste

### Championnats nationaux
- 2015
  -  Champion de Géorgie du kilomètre
  -  Champion de Géorgie de poursuite
  -  Champion de Géorgie de vitesse
- 2016
  -  Champion de Géorgie du kilomètre
  -  Champion de Géorgie de vitesse
- 2017
  -  Champion de Géorgie du kilomètre
  -  Champion de Géorgie de poursuite
  -  Champion de Géorgie de vitesse
- 2018
  -  Champion de Géorgie de vitesse
  -  Champion de Géorgie de vitesse par équipes (avec Maksym Lopatyuk et Giorgi Kochakidze)

## Classements mondiaux
| Année           | 2013 | 2014 | 2015 | 2016   | 2017   |
| --------------- | ---- | ---- | ---- | ------ | ------ |
| UCI Europe Tour | 782e | 808e |      | 1 875e | 1 309e |